# باتو کاوان
باتو کاوان (به انگلیسی: Batu Kawan) جزیره ای در شهر سبرانگ پرای ایالت پنانگ، مالزی است. از لحاظ جغرافیایی توسط دو رودخانه جاوی و تنگاه، از بقیه مناطق سبرانگ پرای جدا گردیده‌است. در سال ۲۰۱۰، باتو کاوان دارای جمعیتی برابر با ۵٬۵۳۷ نفر بود.
تا مدت‌های طولانی به عنوان منطقهٔ دورافتاده زراعتی مطرح بود، بعد از اتمام ساخت پل دوم پنانگ که در سال ۲۰۱۴ شهر را به باتو مائونگ در جزیره پنانگ متصل نمود، به سرعت توسعه یافت. گروهی از شرکت‌های چند ملیتی، از جمله بوستون ساینتیفیک، وسترن دیجیتال، بوز، دکسکام و بوش رکسروت، کارخانه‌های تولیدی را در شهرک صنعتی باتو کاوان راه اندازی کردند. اضافه براین، باتو کاوان سرای دیزاین ویلیج، بزرگ‌ترین اوت لت مال در مالزی است.